# Fraccionamiento Xochihuacán
Xochihuacán también conocido comoFraccionamiento Xochihuacán, es una localidad de México perteneciente al municipio de Epazoyucan en el estado de Hidalgo.

## Toponimia
Del náhuatl, Xochi-huacan; compuesto de xochitl, flor, y de la terminación huacan: “Lugar de flores”.

## Geografía
Se encuentra entre los límites de la Comarca Minera y los llanos de Apan. A la localidad le corresponden las coordenadas geográficas 20° 0’ 52.873” de latitud norte y 98° 43’ 23.971” de longitud oeste, con una altitud de 2332 m s. n. m. Se encuentra a una distancia aproximada de 9.09 kilómetros al oeste de la cabecera municipal, Epazoyucan.
En cuanto a fisiografía se encuentra dentro de las provincia del Eje Neovolcánico, dentro de la subprovincia de Lagos y Volcánes de Anáhuac; su terreno es de llanura y lomerío. En lo que respecta a la hidrografía se encuentra posicionado en la región del río Panuco, dentro de la cuenca del río Moctezuma, en la subcuenca del río Tezontepec. Cuenta con un clima semiseco templado.

## Demografía
En 2020 registró una población de 2054 personas, lo que corresponde al 12.61 % de la población municipal. De los cuales 994 son hombres y 1060 son mujeres. Tiene 544 viviendas particulares habitadas.
| Gráfica de evolución demográfica de Fraccionamiento Xochihuacán entre 2010 y 2020            |
|                                                                                              |
| Población de los censos y conteos del Instituto Nacional de Estadística y Geografía (INEGI). |

## Economía
La localidad tiene un grado de marginación muy bajo y un grado de rezago social muy bajo.